# Лук Семёнова
Лук Семёнова (лат. Allium semenovii) — многолетнее травянистое растение, вид рода Лук (Allium) семейства Луковые (Alliaceae). Вид назван в честь Пётра Петровича Семёнов-Тян-Шанского.

## Распространение и экология
В природе ареал вида охватывает Казахстан, Киргизстан, Китай (Синьцзян-Уйгурский автономный район) и Индию (Химачал-Прадеш, Джамму и Кашмир, Ладакх).
Произрастает на альпийских лугах.

## Ботаническое описание
Луковицы цилиндрические, почти не выраженные, диаметром 0,75—1 см, с буроватыми почти сетчато-волокнистыми оболочками, по одному—нескольку прикреплены к корневищу. Стебель толстоватый, высотой 10—40 см, почти до половины одетый гладкими, сближенными влагалищами листьев.
Листья в числе 2—3, широко-линейные, шириной 5—15 мм, к верхушке постепенно суженные, не дудчатые, желобчатые, гладкие, немного длиннее стебля.
Чехол коротко-заострённый, приблизительно равный зонтику, обычно покрашенный, остающийся. Зонтик шаровидно-яйцевидный, немногоцветковый, густой, головчатый. Цветоножки неравные, наружные в несколько раз короче внутренних, немного короче или равны околоцветнику, при основании без прицветников. Листочки колокольчатого околоцветника жёлтые, позднее краснеющие, длиной 10—15 мм, неравные, наружные до полутора раз длиннее, ланцетные или продолговато-ланцетные, оттянутые, острые, зазубренные. Нити тычинок в 3—4 раза короче наружных листочков околоцветника, на половину с околоцветником. и на ¾ между собой сросшиеся, выше сращения треугольно-шиловидные, внутренние в 2 раза шире, обычно двузубые. Столбик не выдается из околоцветника, с тремя рыльцами, иногда почти до основания расщеплённый.
Коробочка почти в три раза короче околоцветника.

## Таксономия
Вид Лук Семёнова входит в род Лук (Allium) семейства Луковые (Alliaceae) порядка Спаржецветные (Asparagales).
|  |                                      |  |                                                             |                                                             |                   |  | ещё 24 семейства (согласно Системе APG II) | ещё 24 семейства (согласно Системе APG II) |                     |  |  |  | ещё более 870 видов |
|  |                                      |  |                                                             |                                                             |                   |  | ещё 24 семейства (согласно Системе APG II) | ещё 24 семейства (согласно Системе APG II) |                     |  |  |  | ещё более 870 видов |
|  |                                      |  |                                                             | порядок Спаржецветные                                       |                   |  |                                            |                                            | род Лук             |  |  |  |                     |
|  |                                      |  |                                                             | порядок Спаржецветные                                       |                   |  |                                            |                                            | род Лук             |  |  |  |                     |
|  | отдел Цветковые, или Покрытосеменные |  |                                                             |                                                             | семейство Луковые |  |                                            |                                            | вид Лук Семёнова    |  |  |  |                     |
|  | отдел Цветковые, или Покрытосеменные |  |                                                             |                                                             | семейство Луковые |  |                                            |                                            |                     |  |  |  |                     |
|  |                                      |  | ещё 44 порядка цветковых растений (согласно Системе APG II) | ещё 44 порядка цветковых растений (согласно Системе APG II) |                   |  |                                            | ещё около 300 родов                        | ещё около 300 родов |  |  |  |                     |
|  |                                      |  |                                                             | ещё 44 порядка цветковых растений (согласно Системе APG II) |                   |  |                                            |                                            | ещё около 300 родов |  |  |  |                     |